# モンテーニュ通りのカフェ
『モンテーニュ通りのカフェ』 (仏: Fauteuils d'orchestre) は、2006年のフランス映画。パリ8区・モンテーニュ通りを舞台に、アートに携わる人々の人間模様を描く。
第32回（2006年度）セザール賞にて助演女優賞（ヴァレリー・ルメルシエ）を受賞し、他に主演女優（セシル・ドゥ・フランス）・助演女優（ダニ）・脚本・編集の4部門にノミネートされた。
公開前年に他界した大女優シュザンヌ・フロンの遺作で、「シュザンヌへ」と追悼クレジットも記されている。

## 解説
日本語題にも掲げられた本作の舞台・モンテーニュ通りは、パリ・8区にある街路である。本作において登場人物が交錯するカフェは、演奏会・オペラなどを公演するシャンゼリゼ劇場の向かいに位置している。シャンゼリゼ劇場正面入り口の向かって右側には芝居を上演するコメディ・デ・シャンゼリゼがあり、左側にはホテルが経営するオークション会場がある。音楽・演劇・絵画という、パリが世界に誇るアートが集結した場所で、この作品はそこに携わる人々（演奏家、演劇関係者、オークション関係者）の喜怒哀楽のを描く。
原題 Fauteuils d'orchestre は、土間の前の方にある劇中音楽を演奏する楽団に近い席を意味する。客にとってその席は細部が見えても全体が見わたせず、逆に演者は知人が見えるほど近い位置に座ると演じる事に集中できないこともある。日本で開催された2006年フランス映画祭では、原題をそのまま訳した『オーケストラ・シート』の日本語題で上映された。アメリカでもその題名では通じ難いので、舞台となった大通りの名称 Avenue Montaigne の題名で公開されたが、ポスターには通りの端から見えるエッフェル塔をフィーチャーし、フランスのイメージを押し出した。アカデミー賞の外国語映画部門のフランス代表となったが、惜しくも選外となった。

## スタッフ
- 監督：ダニエル・トンプソン（フランス語版）
- 製作総指揮：アラン・サルド
- 製作：クリスティーヌ・ゴズラン
- 脚本：ダニエル・トンプソン、クリストファー・トンプソン（フランス語版）
- 音楽：ニコラ・ピオヴァーニ（イタリア語版）
- 撮影：ジャン＝マルク・ファブル（フランス語版）
- 編集：シルヴィ・ランドラ（フランス語版）
- 美術：ミシェル・アベ
- 衣装：カトリーヌ・ルテリエ（フランス語版）
- 主題歌(エンディング)：Cali「Je reviens te chercher」（ダリダの曲のカバー）
- ピアノ演奏指導及びピアノ・ソロ(吹替え)：フランソワ＝ルネ・デュシャーブル

## 出演者
- セシル・ドゥ・フランス - ジェシカ（ギャルソンヌ）
- シュザンヌ・フロン（フランス語版） - マダム・ルー（ジェシカの祖母）
- アルベール・デュポンテル - ジャン＝フランソワ・ルフォール（ピアニスト）
- ラウラ・モランテ - ヴァランティーヌ（ジャン＝フランソワの妻、マネージャー）
- クロード・ブラッスール - ジャック・グランベール（美術品収集家）
- アンヌリーズ・エスム（フランス語版） - ヴァレリー（ジャックの愛人）
- クリストファー・トンプソン（フランス語版） - フレデリック・グランベール（ジャックの息子）
- ヴァレリー・ルメルシエ - カトリーヌ・ヴェルセン（女優）
- シドニー・ポラック - ブライアン・ソビンスキー（アメリカ人の映画監督）
- ダニ (女優)（フランス語版） - クローディ（劇場管理人）
- ギヨーム・ガリエンヌ - パスカル
- フランソワ・ロラン（フランス語版） - マルセル（ギャルソン長）
- ミシェル・ヴィイェルモーズ（フランス語版） - フェリックス
- ダニエル・ブノワン（フランス語版） - ダニエル・ベルコフ
- 辻香緒里 - 日本人のジャーナリスト
- クリスチャン・エック（フランス語版） - グレゴワール
- エーヴ・ルッジェリ（フランス語版） - エーヴ・ルッジェリ
- フランソワーズ・レピーヌ（フランス語版） - マガリ・ガレル
- ローラン・プティジラール - オーケストラ指揮者
- コロンヌ管弦楽団 - オーケストラ HP

## ロケ地

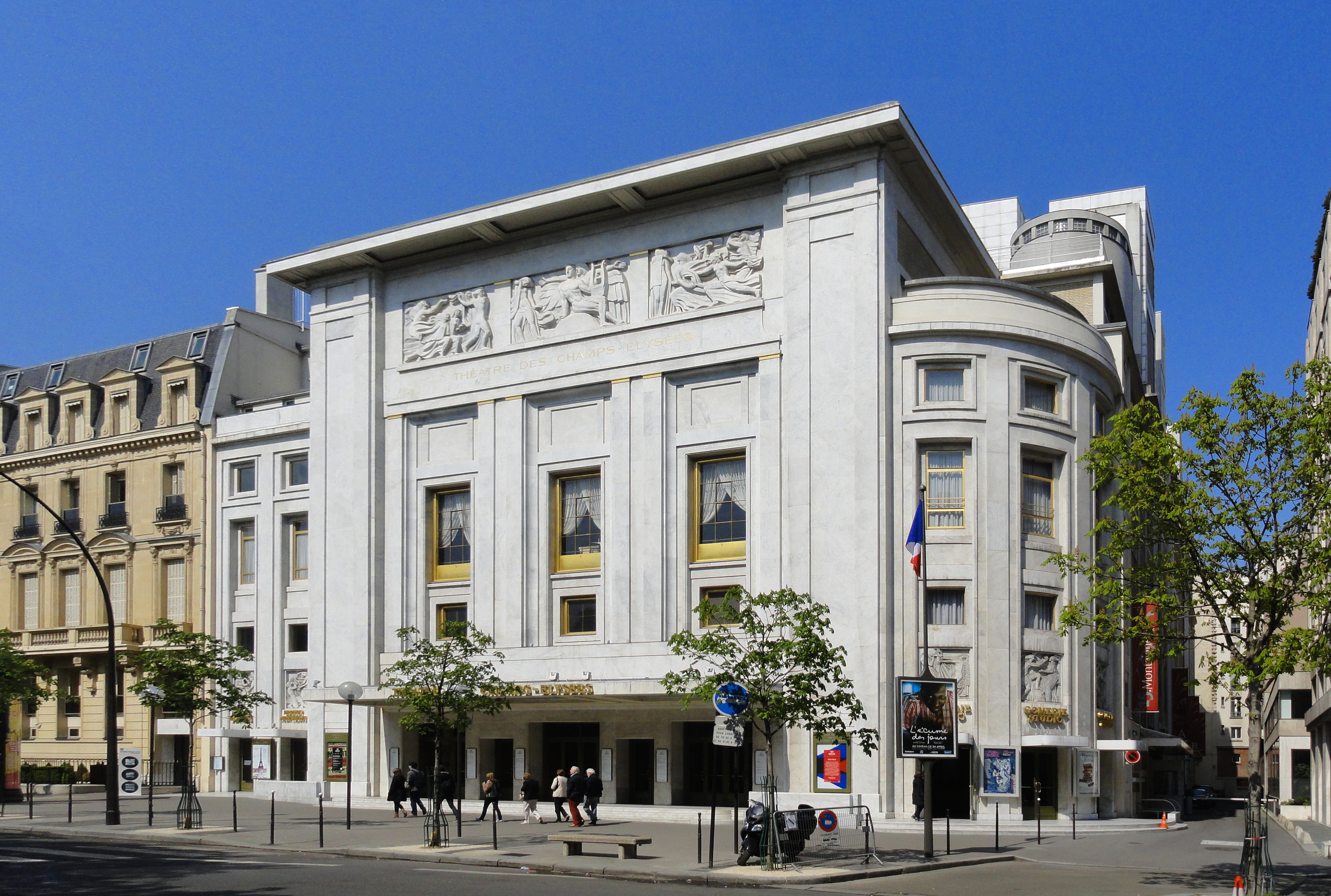
シャンゼリゼ劇場。正面入り口の右手にコメディ・デ・シャンゼリゼ入り口、左手にオークション会場入り口がある。

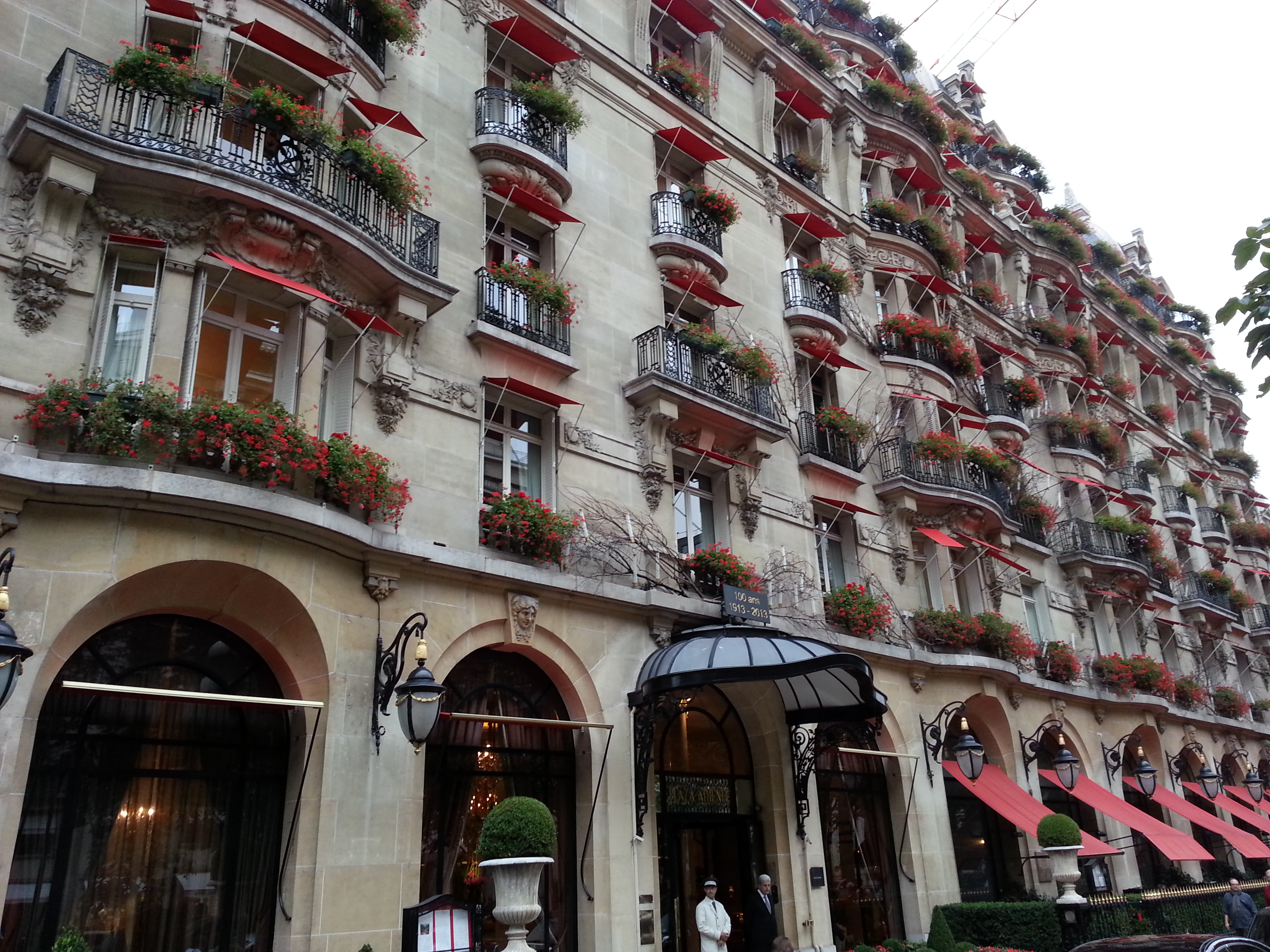
ホテル・プラザ＝アテネ

- モンテーニュ通り (Avenue Montaigne)
パリ8区にある大通り。ジョルジュ・サンク通りのアルマ広場（アルマ＝マルソー駅そば）から始まり、シャンゼリゼ通りのロータリーのロン＝ポワン・デ・シャンゼリゼ（フランクラン・D・ルーズヴェルト駅そば）まで続いている。高級ブランド店が多数並んでいる。
- バール・デ・テアトル (Bar des Théâtres)
パリ8区に実在するカフェ。モンテーニュ通りに面している。1945年創業。
- シャンゼリゼ劇場 (Théâtre des Champs-Élysées)
パリ8区にある劇場。モンテーニュ通りに面している。劇中では管理人のクローディ（ダニ）の部屋がある。また、ジャン＝フランソワ（アルベール・デュポンテル）のコンサートが催される。
- コメディ・エ・スチュディオ・デ・シャンゼリゼ (Comédie et Studio des Champs-Elysées)
シャンゼリゼ劇場に隣接する劇場。「コメディ・デ・シャンゼリゼ」と「ストゥディオ・デ・シャンゼリゼ」からなる。劇中ではカトリーヌ（ヴァレリー・ルメルシエ）主演によるジョルジュ・フェドー作の舞台が上演される。
- ドルオ＝モンテーニュ (Drouot-Montaigne)
シャンゼリゼ劇場に隣接するオークション会場。劇中ではジャック（クロード・ブラッスール）が集めた美術品のオークションが開かれる。
- ホテル・プラザ＝アテネ (Hôtel Plaza-Athénée)
パリ8区にあるホテル。モンテーニュ通り25番地。なお、ジェシカの祖母（シュザンヌ・フロン（フランス語版））が以前働いていたのはホテル・リッツ (Hôtel Ritz Paris) 。

## 公開
フランスでは2006年1月21日にラルプ・デュエズ映画祭で上映された後、同年2月15日に公開された。日本では、2006年3月の第13回フランス映画祭2006と同年10月の第19回東京国際女性映画祭で『オーケストラ・シート』の題で上映された後、2008年4月26日にユーロスペースで公開後、全国順次公開している。